# Sam Noto
Pour les articles homonymes, voir Noto.
Sam Noto (Samuel Noto) est un trompettiste de jazz américain né le 17 avril 1930 à Buffalo (New York).

## Biographie
Sam Noto commence sa carrière comme trompettiste de big bands : Stan Kenton (1955-1958 puis 1960), Louie Bellson (1959), Count Basie (1964, puis 1967). De 1969 à 1975, il s'installe à Las Vegas où il accompagne des chanteurs lors de leurs shows dans les casinos de la ville. En parallèle, il joue du bebop dans un petit groupe qu'il codirige avec Red Rodney. À partir de 1975, il s'installe à Toronto où il travaille comme musicien de studio. Il continue cependant à pratiquer le jazz, enregistrant sous son nom pour le label « Xanadu » ou jouant dans le « Rob McConnell's Boss Brass ».